# Pignon Airport
Pignon Airport är en flygplats i Haiti.   Den ligger i departementet Nord, i den centrala delen av landet, 90 km norr om huvudstaden Port-au-Prince. Pignon Airport ligger 344 meter över havet.
Terrängen runt Pignon Airport är platt åt sydväst, men åt nordost är den kuperad. Runt Pignon Airport är det ganska tätbefolkat, med 166 invånare per kvadratkilometer. Närmaste större samhälle är Saint-Raphaël, 15,3 km nordväst om Pignon Airport. Trakten runt Pignon Airport består till största delen av jordbruksmark.